# Brachyelytrum
Brachyelytrum  P.Beauv. é um género botânico pertencente à família Poaceae, subfamília Pooideae, tribo Brachyelytreae.
Suas espécies ocorrem na América do Norte e regiões temperadas da Ásia.

## Espécies
- Brachyelytrum africanum  Hack.ex Schinz
- Brachyelytrum aristatum  P.Beauv. ex Roem. & Schult.
- Brachyelytrum aristosum (Michx.)
- Brachyelytrum erectum  Beauv.
- Brachyelytrum pringlei  Vasey ex Beal
- Brachyelytrum procumbens  Hack.
- Brachyelytrum septentrionale  (Babel) G.C.Tucker
- Brachyelytrum silvaticum  Hack.